# Katharina Geiser
Katharina Geiser (* 11. Februar 1956 in Erlenbach ZH) ist eine Schweizer Schriftstellerin.

## Leben & Schreiben
Katharina Geiser studierte an der Universität Zürich Germanistik, Anglistik und Pädagogik.
Neben ihrer schriftstellerischen Tätigkeit, der sie seit dem Jahr 2000 intensiv nachgeht, archivierte sie einen Teilnachlass des Indologen Heinrich Zimmer (1890–1943), insbesondere dessen 1700 Briefe an seine Lebensliebe Mila Esslinger-Rauch (1886–1972). Aufgrund dieser Arbeit entstand der Roman Vierfleck oder das Glück. Matthias Weichelt schrieb dazu (Süddeutsche Zeitung, 21. April 2015): „Der Autorin ist ein berührendes, kraftvolles Porträt ungewöhnlicher Menschen gelungen, an deren verschlungenen Schicksalen man Anteil nimmt und deren untergegangene Welt hier wieder lebendig wird.“ Im ORF (15. Februar 2015) befand Susanne Schaber: „Katharina Geisers Schilderung dieser grandiosen Ménage-à-quatre steckt voller Komik und Witz.“
Der Roman Diese Gezeiten thematisierte das Leben der Künstlerinnen Claude Cahun und Suzanne Malherbe. Der Hauptfokus liegt auf deren Zweifrauenwiderstand und dem nachfolgenden Gefängnisaufenthalt auf der Insel Jersey, die wie die anderen Kanalinseln im Zweiten Weltkrieg von der Deutschen Wehrmacht besetzt wurde. In Nicole Hennebergs Rezension (FAZ, 16. Januar 2012) steht: „Selten hat eine Autorin so einfühlsam und leichthändig mit historischem Material und literarischer Imagination gespielt. (...) Eine feine, sehr präzise Ironie prägt die Sätze von Katharina Geiser, die durchlässig und offen sind für Fundstücke aller Art, für Stimmungen und die Wahrnehmung des Augenblicks.“
Zum 2020 erschienenen Roman Unter offenem Himmel meinte Brigitte Neumann (NDR Kultur – Das Gespräch, 18. April 2020): „Katharina Geiser ist eine ausgezeichnete Erzählerin. Ihr Roman Unter offenem Himmel schärft die Wahrnehmung.“ Luzia Stettler („52 Beste Bücher“, SRF2, 12. April 2020) schrieb: „Raffiniert verbindet Katharina Geiser in ihrem Roman Unter offenem Himmel die Schicksale verschiedener Generationen; sie tut dies in einer kraftvollen Sprache und mit schwebenden Bildern und vermittelt so auch einen sinnlichen Eindruck aus dem anstrengenden Alltag unserer Ur- und Ururgrossmütter.“ In Viceversa urteilte Jens-Peter Kusch (14. April 2020): „Katharina Geisers neuer Roman erzählt (…) mit einer unglaublichen Dichte und Wucht dramatischer Wendungen, virtuos in der Präzision der Beschreibungen, im Klang und Rhythmus der Sprache und im aufgeschobenen, fragmentierten Erzählen. Das Leben der Figuren ergreift und weitet das Herz.“ Der 2025 erschienene Roman Die Wünsche gehören uns knüpft insofern an Unter offenem Himmel an, als eine der dortigen Hauptfiguren, die 1886 geborene Elise, nun die Protagonistin ist. Sie lebt in einem Armenasyl im Berner Oberland. Der Ur-Urgrossmutter der Autorin war seinerzeit ein ähnliches Schicksal beschieden gewesen. Über die  historischen Hintergründe zur im Roman dargestellten Institution stellte die Verfasserin selber Recherchen an. Für Rainer Moritz von der NZZ ein verdienstvolles Unterfangen. Denn so bekommen die Insassen des ehemaligen Gasthofs, der in den 1950er Jahren von Diakonissen als Heim für mittellose alte Menschen geleitet wurde, ein Gesicht und werden fassbar. Anderseits leide der Roman unter dem ständigen Perspektivenwechsel. Für den Rezensenten mangelt es über weite Strecken an einer „strukturierenden Erzählhand.“
Katharina Geiser lebt in Richterswil am Zürichsee. Sie ist geschieden und hat drei Söhne.

## Werke
- Vorübergehend Wien. Zsolnay, Wien 2006, ISBN 3-552-05366-2.
- Rosa ist Rosa. Erzählungen. Ammann Verlag, Zürich 2008, ISBN 978-3-250-60118-0.
- Diese Gezeiten. Roman. Jung und Jung, Salzburg 2011, ISBN 978-3-902497-89-5.
- Vierfleck oder Das Glück. Roman. Jung und Jung, Salzburg 2015, ISBN 978-3-99027-065-3.[3]
- Unter offenem Himmel. Roman. Jung und Jung, Salzburg 2020, ISBN 978-399027-239-8.
- Die Wünsche gehören zu uns. Roman. Jung und Jung, Salzburg 2025

## Auszeichnungen
- 2006: Anerkennungspreis der Fachstelle Kultur Stadt Zürich, für Vorübergehend Wien.
- 2006: Anerkennungspreis der Kulturstiftung der UBS für Vorübergehend Wien.
- 2008: Werkbeitrag der Pro Helvetia.
- 2012: Schillerpreis der Zürcher Kantonalbank, für Diese Gezeiten
- 2015: Stipendium der Landis+Gyr Kulturstiftung für einen viermonatigen Arbeitsaufenthalt in Berlin.
- 2015: Anerkennungspreis der Fachstelle Kultur Kanton Zürich, für Vierfleck oder Das Glück.
- 2015: Anerkennungspreis der Fachstelle Kultur Stadt Zürich, für Vierfleck oder Das Glück.
- 2018: Werkjahr der Fachstelle Kultur Stadt Zürich, für Unter offenem Himmel.